# Polacanthus
Polacanthus („množství bodců“) byl rod poměrně hojného „obrněného“ dinosaura z čeledi Nodosauridae či Ankylosauridae, vyskytujícího se na území Anglie a možná i Španělska v období spodní křídy (věk barrem, asi před 130 až 125 miliony let).

## Popis
Byl to zhruba 4 až 5 metrů dlouhý a 2 tuny vážící býložravý dinosaurus. Žil v období rané křídy (věk barrem, asi před 130 až 125 miliony let) na území dnešní západní Evropy. Jeho tělo kryl silný „pancíř“ z kostěných desek a bodců.

## Historie
První fosilie tohoto obrněného dinosaura byly objeveny již v roce 1865 reverendem Williamem Foxem na ostrově Wight (druh P. foxii). V roce 1996 byl pak popsán další druh, P. rudgwickensis. Polakantus se objevuje také v některých naučných dokumentech a patří mezi poměrně dobře známé evropské dinosaury.
Blízce příbuzným druhem mohl být pochybný taxon Polacanthoides ponderosus, popsaný roku 1928.
Podle současných poznatků je tento rod vědecky platný (validní).